# 湯姆諾倫 (密西西比州)
湯姆諾倫（英語：Tomnolen）是位於美國密西西比州韋伯斯特縣的非建制地區。

## 歷史
湯姆諾倫的郵局於1889年設立，其後於1991年停運。

## 地理
湯姆諾倫所處的海拔為高於海平面109米（即358英呎），而該地所採用的時區為UTC-6，即北美中部時區（CST）。同時該地設有夏令時間，為UTC-6調快一小時，即UTC-5（CDT）。